# Piz Toissa
Der Piz Toissa ⓘ ist ein Berg westlich von Salouf im Kanton Graubünden in der Schweiz mit einer Höhe von 2657 m ü. M. Er ist vom Curvér-Massiv durch die Einsattelung der Furcletta getrennt. Besonders auffällig ist er wegen seines vulkanähnlichen Aussehens. 

## Lage und Umgebung
Der Piz Toissa gehört zur Piz Curvér-Gruppe, einer Untergruppe der Oberhalbsteiner Alpen. Er liegt vollständig auf dem Gebiet der Gemeinde Surses.
Zu den Nachbargipfeln gehören der Piz Curvér und der Curvér Pintg da Taspegn.
Südwestlich des Piz Toissa befindet sich das Marienheiligtum Ziteil, mit seinen 2429 m ü. M. der höchstgelegene Wallfahrtsort der Ostalpen. 
Talorte sind Salouf und Mon. Häufige Ausgangspunkte sind die Parkplätze Cre digl Lai und Munter oder der Wallfahrtsort Ziteil.

## Giovanni Segantini
Landschaftsbilder des Malers Giovanni Segantini (1858–1899) zeigen im Hintergrund den Piz Toissa und den Piz Curvér. Die mehrtägige Wanderung Senda Segantini verbindet Stationen aus dem Leben des Malers und führt nach Parsonz an der Südostflanke des Piz Toissa.

## Routen zum Gipfel

### Über den Westrücken
- Ausgangspunkt: Furcletta (2347 m)
- Schwierigkeit: EB
- Zeitaufwand: 3⁄4 Stunden

(Route zur Furcletta siehe unten)

### Durch die Val Gronda
- Ausgangspunkt: Salouf (1258 m) oder Parkplatz Cre digl Lai (1780 m)
- Schwierigkeit: BG-
- Zeitaufwand: 4 1⁄4 Stunden von Salouf oder 2 3⁄4 Stunden von Cre digl Lai

### Furcletta
Durch den Got Grond:
- Ausgangspunkt: Mon (1231 m), Salouf (1258 m) oder Parkplatz Munter (1860 m)
- Route: Durch den Got Grond, Munter
- Schwierigkeit: Bergwanderer
- Zeitaufwand: 3 1⁄4 Stunden von Mon oder Salouf, 1 1⁄2 Stunden vom Parkplatz Munter

|
Über Cre digl Lai:
- Ausgangspunkt: Salouf (1258 m) oder Parkplatz Cre digl Lai (1780 m)
- Route: Auf dem Bergweg nach Cre digl Lai, Furcla
- Schwierigkeit: Bergwanderer
- Zeitaufwand: 2 3⁄4 Stunden von Salouf, 1 1⁄2 Stunden vom Parkplatz Cre digl Lai

## Galerie

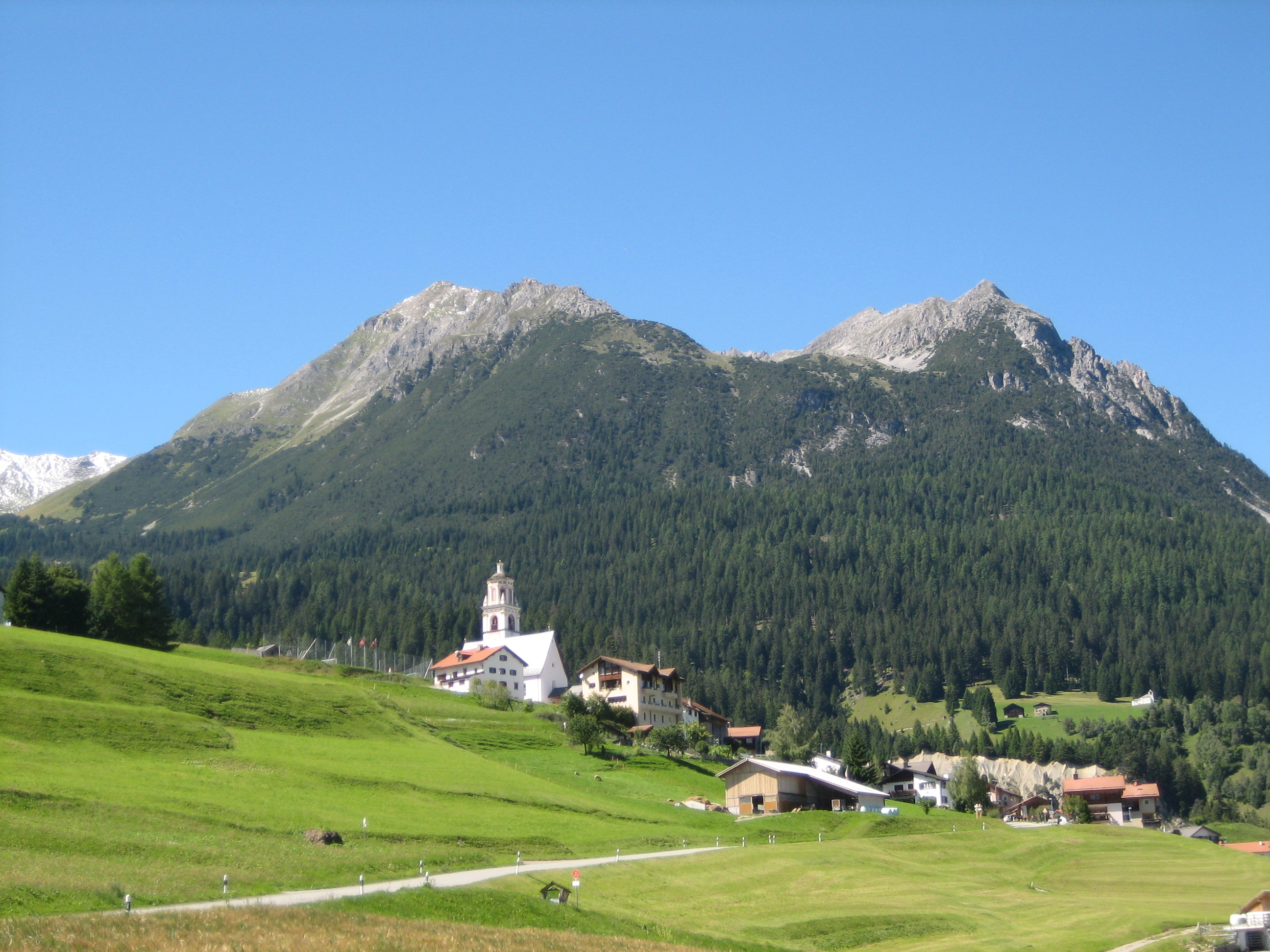
Parsonz mit Salaschigns und dem Piz Toissa im Hintergrund.
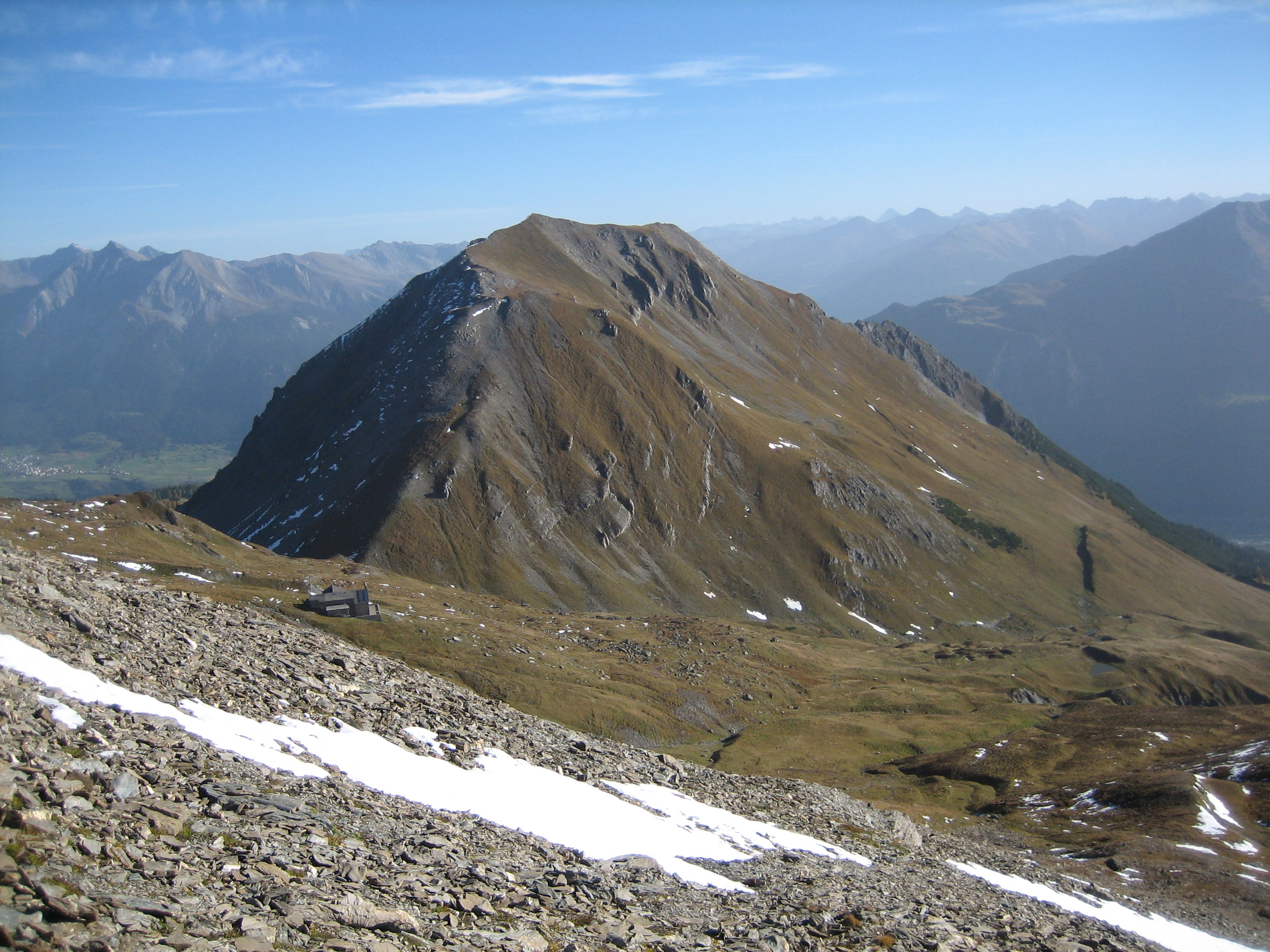
Piz Toissa und Ziteil, aufgenommen vom Osthang des Piz Curvér
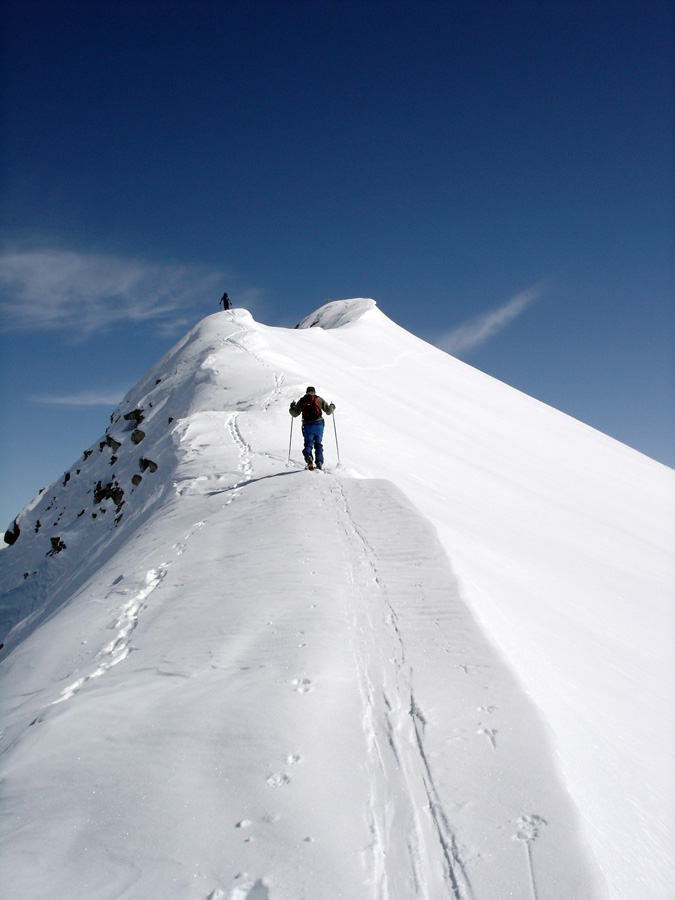
Aufstieg Richtung Piz Toissa
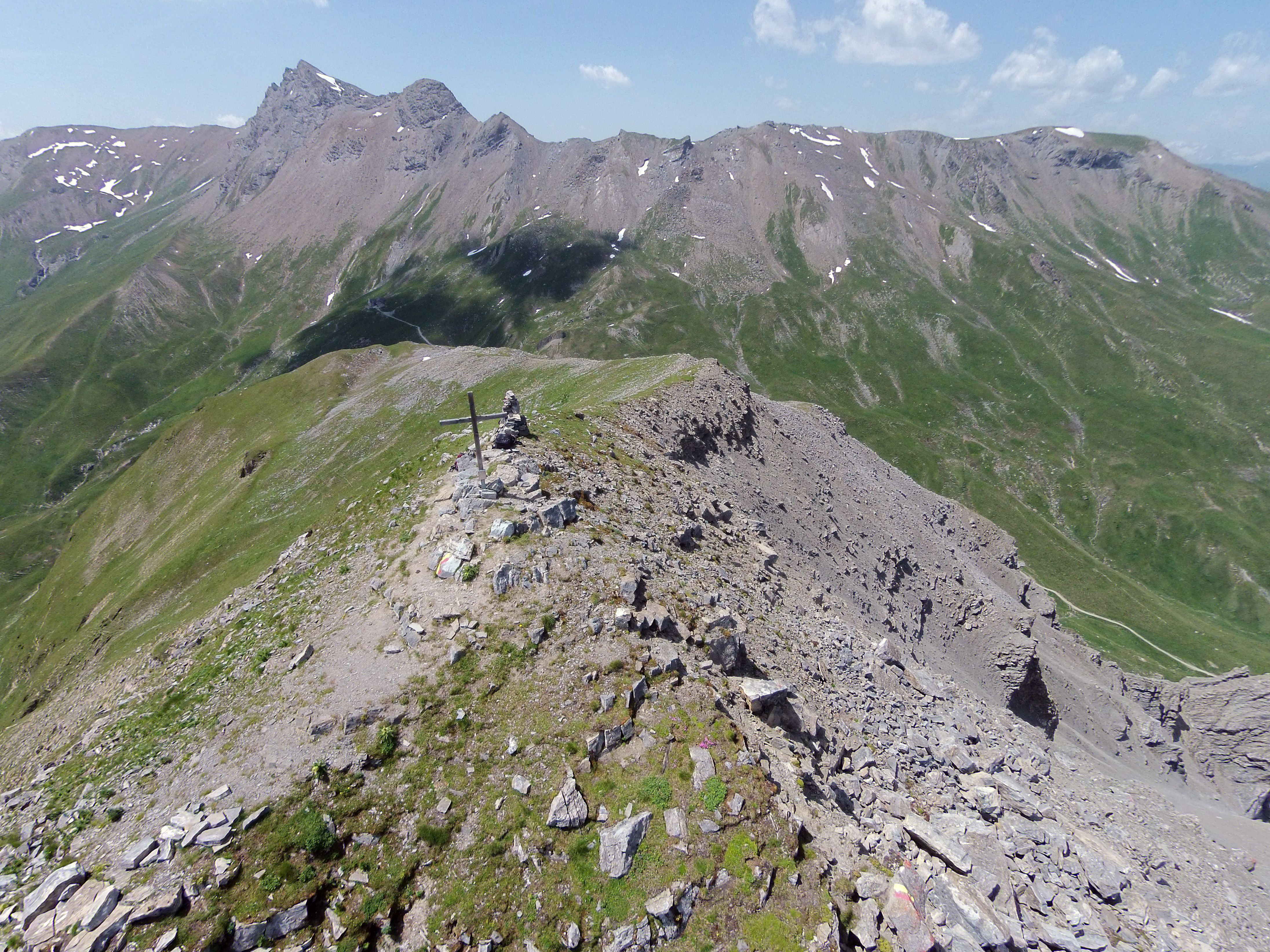
Luftbild vom Piz Toissa
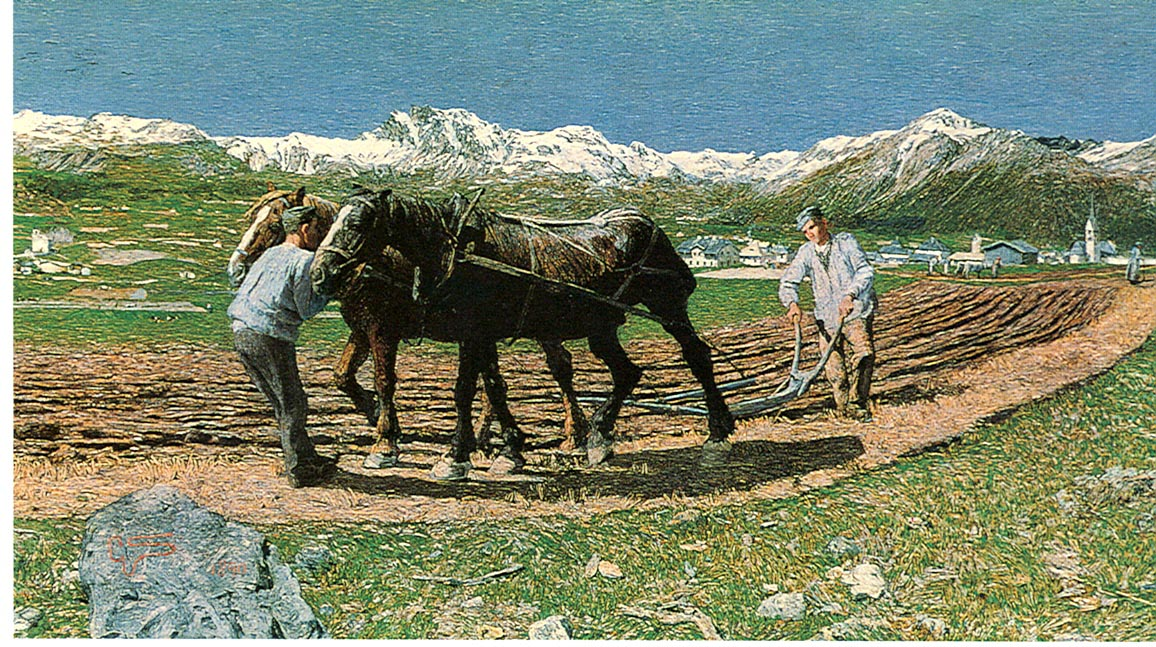
Das Pflügen (L’aratura) von Giovanni Segantini mit Piz Toissa und Piz Curvér im Hintergrund
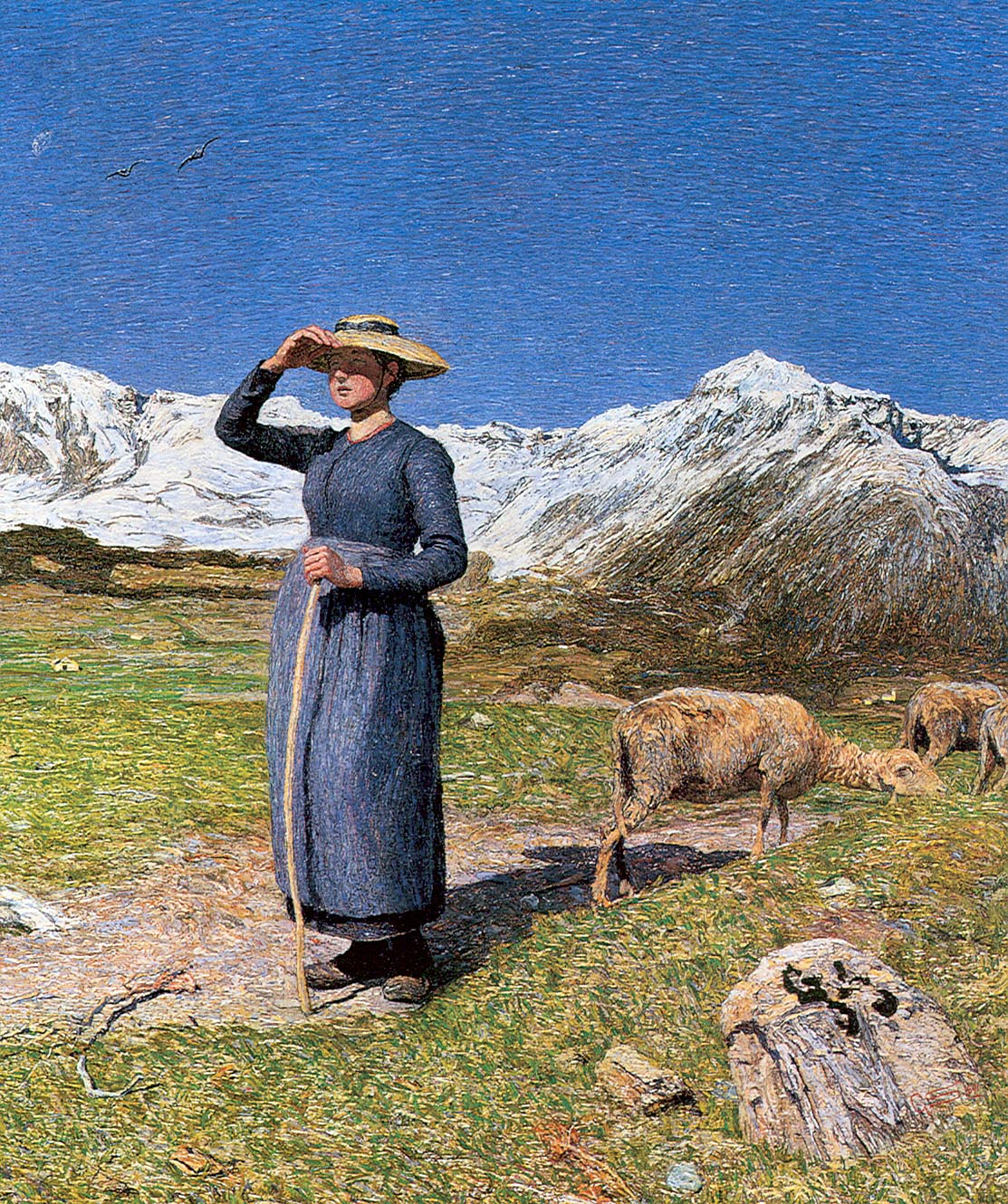
Mittag in den Alpen (Mezzogiorno sulle alpi) von Giovanni Segantini mit Piz Toissa und Piz Curvér im Hintergrund